# 박병훈 (카누 선수)
박병훈(朴炳勳, 1973년 3월 16일~)은 대한민국의 카누 선수로, 1992년 하계 올림픽에 참가했다.